# Moses hittas i vassen
Moses hittas i vassen (spanska: Moisés salvado de las aguas) är en oljemålning av barockkonstnären Claude Lorrain. Den målades 1639–1640 och är utställd på Pradomuseet i Madrid. 
Målningen skildrar Gamla testamentets berättelse om Mose. Han föddes i Egypten under en tid då farao hade beordrat att alla nyfödda hebreiska pojkar skulle dödas för att minska antalet judar i landet. För att rädda sitt barn lade hans mor Jokeved Mose i en korg och satte den i vassen vid Nilens strandkant. Målningen visar stunden när faraos dotter upptäckter Mose, som hon senare adopterar. 
Fransmannen Claude Lorrain var i större delen av sitt liv bosatt i Rom. I stadens omgivningar i den så kallade campagnan fann han motiv till sina pastorala ideallandskap. Claude var framför allt landskapsmålare och de små bibliska figurerna spelade vanligen en underordnad roll i hans kompositioner. Hans måleri skulle få ett enormt inflytande över det europeiska landskapsmåleriet. Hans rofyllda landskap, ofta innehållande romerska ruiner, fortsatte att inspirera konstnärer långt in i 1800-talet.   

## Relaterade målningar
"Moses hittas i vassen" beställdes av Filip IV av Spanien till Palacio del Buen Retiro. Beställningen omfattade åtta oljemålningar på duk. De fyra första som Clade målade var utförda i liggande format och mätte cirka 140 cm i höjd och 240 cm i bredd. De fyra senare var stående i formatet och var omkring 210 cm höga och 145 cm breda. En av tavlorna i liggande format har försvunnit; övriga är utställda på Pradomuseet som därmed äger en av de största samlingarna av Claude Lorrain-verk.
| Bild | Titel                                                                                  | År         | Storlek (cm) | Motiv |
| ---- | -------------------------------------------------------------------------------------- | ---------- | ------------ | --- |
|      | Paisaje con Santa María de Cervelló Landskap med Sankta Maria av Cervelló              | cirka 1637 | 162 x 241    | Sankta Maria av Cervelló var en katalansk tertiar på 1200-talet, helgonförklarad 1692. |
|      | Paisaje con San Onofre Landskap med den helige Onufrius                                | cirka 1638 | 158 x 237    | Sankt Onufrius var eremit i Egypten omkring 400 och är helgonförklarad. |
|      | Paisaje con las tentaciones de san Antonio Landskap med den helige Antonius frestelser | cirka 1638 | 159 x 239    | Den helige Antonius (ca 251–ca 356) var en koptisk eremit, ökenfader och abbot. Hans biografi, i vilken bl.a. skildras hur djävulen frestade honom, gavs ut av Athanasios bara några få år efter hans död. Hans frestelse är ett vanligt motiv i konsten. |
|      | El embarco de Sankta Paula Romana Sankta Paula av Roms avfärd                          | cirka 1639 | 210 x 145    | Paula (347–404) lämnade Rom för att bege sig till Antiokia där hon anslöt sig till Hieronymus. Efter eremitliv inrättade de en manlig och en kvinnlig kommunitet i Betlehem. Målningen visar hennes avfärd från Ostia. I målningen syns också Villa Medici och fyren i Genua. Claude målade många liknande tavlor, t.ex. Hamnscen med Sankta Ursulas avfärd.                                                    |
|      | Paisaje con el entierro de Santa Serapia Landskap med Sankta Serapias begravning       | cirka 1639 | 212 x 145    | Serapia var en kristen martyr som föddes i Antiokia. Hon flydde undan förföljelse och hamnade som slav hos den romerska adelsdamen Sabina som hon omvände. Hon dog år 119 som martyr och begravdes i Sabinas familjegrav i Umbrien. |
|      | El Arcángel Rafael y Tobías Ärkeängeln Rafael och Tobias                               | 1639–1640  | 211 x 145    | I Tobits bok, en av en av de apokryfiska böckerna i Tillägg till Gamla testamentet, berättas om den blinde juden, Tobit, som bor i exil i Nineve i Assyrien. Han sänder sin son Tobias till Medien för att hämta tio talenter silver som Tobit. På vägen får han sällskap av en man, Asarja, som i själva verket är ärkeängeln Rafael. Asarja befriar Tobias fru från en demon och botar Tobit från blindheten. |